# Thomisus albohirtus
Thomisus albohirtus är en spindelart som beskrevs av Simon 1884. Thomisus albohirtus ingår i släktet Thomisus och familjen krabbspindlar. Inga underarter finns listade i Catalogue of Life.